# Hangzhou Open 2024
Hangzhou Open 2024 byl tenisový turnaj na mužském profesionálním okruhu ATP Tour, hraný v Olympijském sportovním centru v Chang-čou. První ročník Hangzhou Open probíhal mezi 18. a 24. zářím 2024 v čínském Chang-čou, na dvorcích s tvrdým povrchem DecoTurf.
Turnaj dotovaný 1 081 395 dolarů patřil do kategorie ATP Tour 250. Nejvýše nasazeným singlistou se stal čtrnáctý tenista světa Holger Rune z Dánska, který po volném losu vypadl ve druhém kole. Jako poslední přímý účastník do dvouhry nastoupil americký 107. hráč žebříčku Zachary Svajda. V důsledku invaze Ruska na Ukrajinu na konci února 2022 řídící organizace tenisu ATP, WTA a ITF s grandslamy rozhodly, že ruští a běloruští tenisté mohli dále na okruzích startovat, ale do odvolání nikoli pod vlajkami Ruska a Běloruska.
Dvacátý první singlový titul na okruhu ATP Tour vybojoval Chorvat Marin Čilić, který se jako 777. hráč klasifikace stal nejníže postaveným šampionem od zavedení žebříčku ATP v roce 1973 a druhým nejníže postaveným finalistou. Čtyřhru ovládli Indové Džívan Nedunčežijan s Vidžajem Sundarem Prašanthem, kteří si z Číny odvezli první společnou trofej.

## Rozdělení bodů a finančních odměn

### Rozdělení bodů
| Soutěž  | Soutěž      | vítězové | finalisté | semifinalisté | čtvrtfinalisté | 16 v kole | 28 v kole | Q  | Q2 | Q1 |
| ------- | ----------- | -------- | --------- | ------------- | -------------- | --------- | --------- | -- | -- | -- |
| dvouhra | [ 4 ] [ 9 ] | 250      | 165       | 100           | 50             | 25        | 0         | 13 | 7  | 0  |
| čtyřhra | [ 10 ]      | 250      | 150       | 90            | 45             | 0         | —         | —  | —  | —  |

Vysvětlivky
1. ↑  Nasazení s volným losem do druhého kola neobdrželi v případě prohry žádné body.'"`UNIQ--ref-0000001F-QINU`"'

### Finanční odměny
| Soutěž                                | Soutěž      | vítězové  | finalisté | semifinalisté | čtvrtfinalisté | 16 v kole | 28 v kole | Q2      | Q1      |
| ------------------------------------- | ----------- | --------- | --------- | ------------- | -------------- | --------- | --------- | ------- | ------- |
| dvouhra                               | [ 4 ] [ 9 ] | 152 240 $ | 88 795 $  | 52 195 $      | 30 245 $       | 17 560 $  | 10 730 $  | 5 365 $ | 2 925 $ |
| čtyřhra                               | [ 10 ]      | 52 880 $  | 28 290 $  | 16 590 $      | 9 270 $        | 5 460 $   | —         | —       | —       |
| částky ve čtyřhře jsou uvedeny na pár |             |           |           |               |                |           |           |         |         |

## Mužská dvouhra

### Nasazení
| Stát                         | Hráč                    | ATP | Nasazení |
| ---------------------------- | ----------------------- | --- | -------- |
| Dánsko                       | Holger Rune             | 14. | 1.       |
|                              | Karen Chačanov          | 23. | 2.       |
| Argentina                    | Tomás Martín Etcheverry | 34. | 3.       |
| USA                          | Brandon Nakashima       | 39. | 4.       |
| Itálie                       | Luciano Darderi         | 41. | 5.       |
| Čína                         | Čang Č’-čen             | 48. | 6.       |
| Maďarsko                     | Fábián Marozsán         | 49. | 7.       |
| Japonsko                     | Jošihito Nišioka        | 54. | 8.       |
| Žebříček ATP k 16. září 2024 |                         |     |          |

### Jiné formy účasti
Následující hráči obdrželi divokou kartu do hlavní soutěže:
- Pu Jün-čchao-kche-tche
- Marin Čilić
- Wu I-ping

Následující hráči postoupili z kvalifikace:
- Marco Trungelliti
- Jasutaka Učijama
- Coleman Wong
- Denis Jevsejev

Následující hráči postoupili z kvalifikace jako šťastní poražení:
- Mitchell Krueger
- James McCabe

### Odhlášení
před zahájením turnaje
- Matteo Berrettini → nahradil jej  Mattia Bellucci
- Tomás Martín Etcheverry → nahradil jej  Mitchell Krueger
- Dominik Koepfer → nahradil jej  Luca Nardi
- Sebastian Korda → nahradil jej  Maximilian Marterer
- Dušan Lajović → nahradil jej  Michail Kukuškin
- Alex Michelsen → nahradil jej  Damir Džumhur
- Sumit Nagal → nahradil jej  James McCabe
- Andrej Rubljov → nahradil jej  Zachary Svajda

## Mužská čtyřhra

### Nasazení
| Stát                                                                    | Hráč              | Stát               | Hráč            | ATP | Nasazení |
| ----------------------------------------------------------------------- | ----------------- | ------------------ | --------------- | --- | -------- |
| USA                                                                     | Nathaniel Lammons | USA                | Jackson Withrow | 40. | 1.       |
| Spojené království                                                      | Julian Cash       | Spojené království | Lloyd Glasspool | 80. | 2.       |
| Uruguay                                                                 | Ariel Behar       | USA                | Robert Galloway | 85. | 3.       |
| Spojené království                                                      | Jamie Murray      | Austrálie          | John Peers      | 91. | 4.       |
| Žebříček ATP k 16. září 2024; číslo je součtem umístění obou členů páru |                   |                    |                 |     |          |

### Jiné formy účasti
Následující páry obdržely divokou kartu do hlavní soutěže:
- Pu Jün-čchao-kche-tche /  Tche Ž'-ke-le
- Ťin Jü-čchüan /  Li Ce-kchaj

Následující páry nastoupily z pozice náhradníků:
- Rinky Hijikata /  Mackenzie McDonald
- Rubin Statham /  Zachary Svajda

### Odhlášení
před zahájením turnaje
- Luciano Darderi /  Tomás Martín Etcheverry → nahradili je  Rinky Hijikata /  Mackenzie McDonald
- Damir Džumhur /  Dušan Lajović → nahradili je  Rubin Statham /  Zachary Svajda
- Sander Gillé /  Joran Vliegen → nahradili je  Blake Bayldon /  Thomas Fancutt

## Přehled finále

### Mužská dvouhra
- Marin Čilić vs .  Čang Č’-čen, 7–6(7–5), 7–6(7–5)

### Mužská čtyřhra
- Džívan Nedunčežijan /  Vidžaj Sundar Prašanth vs.  Constantin Frantzen /  Hendrik Jebens, 4–6, 7–6(7–5), [10–7]